# Ravensburger Kupferle
Das Ravensburger Kupferle ist ein Kleinkunstpreis des Vereins Zehntscheuer Ravensburg e. V., der mit Unterstützung der oberschwäbischen Kreisstadt Ravensburg seit 1989 jährlich in der Ravensburger Zehntscheuer vergeben wird. Der Preis geht an mehrere Künstler verschiedener Genres und ist identisch mit dem Oberschwäbischen Kleinkunstpreis. Der Name leitet sich von dem Kupferle genannten Glockentürmchen auf dem Ravensburger Rathaus ab. Der Preis ist mit insgesamt 6000 Euro dotiert (Stand: 2007).

## Preisträger
- 1989:
  - Manfred Hepperle (Mundartkabarett)
  - Reiner Kröhnert (Kabarett)
  - Die kleine Tierschau (Comedy)

- 1990:
  - Lydie Auvray (Musik)
  - Uli Keuler (Kabarett)

- 1991:
  - Tango Five – u. a. mit Gregor Hübner (Musik)
  - Gardi Hutter (Clownerie)

- 1992:
  - Tandem Tinta Blue (Musiktheater)
  - The Sands Family (Musik)

- 1993:
  - Die Wellküren (Musik)
  - Die Schwabenoffensive (Kabarett)

- 1994:
  - Peter Spielbauer (Comedy)
  - Willy Astor (Kabarett)
  - Die Meedels (Musik)

- 1995:
  - Volksdampf (Kabarett)
  - Montezuma’s Revenge (Musik)

- 1996:
  - Pippo Pollina (Musik)
  - Les Bubb (Comedy)

- 1997:
  - Yvonne Moore (Musik)
  - Die Springmaus (Impro-Theater)

- 1998:
  - Werner Lämmerhirt (Musik)
  - Django Asül (Kabarett)

- 1999:
  - Friend’n’Fellow (auch Friendn Fellow), Akustik-Soul mit Constanze Friend und Thomas Fellow
  - Grachmusikoff Trio (Musik)

- 2000:
  - Herkuleskeule (Kabarett)
  - Max Lässer (Musik)
  - Elliot, Comedy

- 2001:
  - Werner Koczwara (Kabarett)
  - Steve Clayton & the Boogie Circus (Musik)

- 2002:
  - Rick Vito (Musik)
  - The Twotones (Blueskabarett)

- 2003:
  - Barbara Kuster (Musikkabarett)
  - Salonorchester Weimar (Musik), u. a. mit Jürgen Schneider, Boris Raderschatt, Kristin Deeken, Clemens Rynkowski, Martin Lentz, Klaus Wegener

- 2004:
  - Abi Wallenstein und Steve Baker (Blues)
  - „Maulart-Kabarett“ mit Manfred Hepperle, Gabi Walser und Wolfgang Engelberger

- 2005:
  - Fools Garden meets Morscheck & Burgmann (Musik)
  - Balalaika Nuéva (Musik)

- 2006:
  - Unsere Lieblinge (Musikkabarett)
  - dietkrØns (Jazz)

- 2007:
  - Podewitz – Willi und Peter Podewitz (Kabarett, Comedy)
  - FunTastix – Wolfgang Zinke und Andreas Kowalewitz (Musikkabarett)

- 2008:
  - Asita Djavadi (Musik)
  - Franz Benton (Musik)

- 2009:
  - Fatima Spar & the Freedom Fries (Weltmusik)
  - Klaus Bäuerle (Maul & Clownseuche) (Kabarett)

- 2010:
  - Bet Williams (Gesang)
  - Alfred Mittermeier (Kabarett)[2]

- 2011:
  - Jeroch & Schroeder
  - Christine Lauterburg & Äerope (Schweizer Folk)

- 2012:
  - Sedaa (Weltmusik-Band)
  - HISS (Folk-Band)

- 2013:
  - Ulan & Bator, Theaterduo (Sebastian Rüger und Frank Smilgies, Kabarett)
  - Florian Höfner Group, Jazzquartett um Florian Höfner (Jazz-Band)

- 2014:
  - Rura, schottisches Folk-Quintett aus Glasgow
  - Theatre du pain, absurdes Musiktheater aus Bremen[3]

- 2015:
  - Hildegard lernt fliegen, Schweizer Experimental-Jazzband um den Sänger Andreas Schaerer
  - OqueStrada, Folkband aus Portugal[4]

- 2016:
  - Martin Spengler & die foischn Wiener, Combo aus Wien („neues Wienerlied“)
  - Double Drums, Perkussions-Duo aus München[5]

- 2017:
  - Helene Blum & Harald Haugaard mit Band, Folk-Band aus Dänemark
  - Peter Pux, Sänger aus Ravensburg

- 2018:
  - Donauwellenreiter, Band aus Wien
  - Pam Pam Ida, Band aus Bayern

- 2019:
  - No Crows, Folk-Band aus Irland
  - Lüül & Band, Band aus Berlin

- 2020–2022: Preisverleihung pandemiebedingt ausgesetzt

- 2023:
  - Attwenger, österreichische Band
  - Johnny & the Yooahoos, Folk-Band aus München

- 2024:[6][7]
  - Maxjoseph, bayerische Band der neuen Volksmusik
  - Raphael Wressnig & the Soul Gift Band, österreichischer Hammondorganist mit Band